# Mannophryne molinai
Mannophryne molinai Rojas-Runjaic, Matta-Pereira & La Marca, 2018 è un anfibio anuro, appartenente alla famiglia degli Aromobatidi.

## Etimologia
L'epiteto specifico è stato dato in onore di César Ramón Molina Rodríguez (1960-2015).

## Distribuzione e habitat
È endemica della Sierra de Aroa nel nord-ovest del Venezuela.